# Abago
Abago là một chi ruồi thuộc họ Nhặng. Chi này hiện nay được coi là đồng nghĩa với Calliphora.

## Loài
- Abago rohdendorfi Grunin, 1966[1] (Đồng nghĩa với Calliphora rohdendorfi (Grunin, 1966))[2]